# Estancia Vieja
Estancia Vieja, även San José la Estancia, är en ort i kommunen San Simón de Guerrero i delstaten Mexiko i Mexiko. Samhället hade 636 invånare vid folkräkningen 2020.